# Флюсс, Генри Альберт
Ге́нри А́льберт Флю́сс (англ. Henry Albert Fleuss) (1851—1932)  — английский предприниматель и изобретатель. Долгое время работал в Siebe Gorman. Родился в Мальборо, Уилтшир.
В 1878 году он разработал устройство для спасения горных рабочих из затопленных водой участков шахт и горных выработок. Устройство представляло собой маску, закрывающую лицо водолаза и соединенную герметичными трубками с кислородным баллоном, дыхательным мешком и коробкой с веществом, поглощающим углекислый газ из выдыхаемого воздуха (каустической содой). Изобретение Флюсса явилось первым работоспособным ребризером.
В 1879 году Генри Флюсс совершает первое документально подтвержденное погружение на нитроксе.